# SV Saar 05 Saarbrücken
Der SV Saar 05 Saarbrücken e. V. ist ein im Jahr 1905 gegründeter Traditionsverein im Stadtbezirk Saarbrücken-St. Johann, unmittelbar am Ostbahnhof Saarbrücken gelegen, und der größte Sportverein des Saarlandes. Dazu zählen neben der Fußballabteilung die Leichtathletik-, Hockey- und Tischtennisabteilung. In der Saison 2018/19 nahmen 16 Fußballmannschaften von den Minis bis hin zur 1. Mannschaft am Spielbetrieb teil.

## Stammbaum
Der älteste Vorgänger des heutigen SV Saar 05 wurde am 8. Mai 1905 als FK 1905 gegründet und schon nach gut drei Monaten zu SC Saar 05 umbenannt.
Da die Grenzen der einzelnen Regionalverbände noch nicht endgültig festgelegt waren, beantragte der SC Saar 05 die Mitgliedschaft als erster Verein von der Saar in den Rheinisch-Westfälischen Spiel-Verband, dem späteren Westdeutschen Spiel-Verband (heutiger Westdeutscher Fußball- und Leichtathletik-Verband). Die Aufnahme erfolgte am 13. Januar 1906. Nachdem die Verbandsgrenzen neu gezogen waren, wechselte der SC Saar 05 in den Süden und wurde im März 1907 in den Verband Süddeutscher Fußball-Vereine aufgenommen.
Am 6. Oktober 1933 vereinigte sich der Verein mit dem SV 1905, der wiederum 1919 das Produkt der Fusion zwischen dem 1. FC Germania 1905 und der Sportvereinigung 1906 war, zum SV Saar 05, der wiederum 1936 mit dem Deutschen SC zum Deutschen SV Saar 05 fusionierte.
Der Verein wurde Anfang 1945 aufgelöst, gründete sich aber bereits am 26. Februar des gleichen Jahres als SV Saarbrücken neu. Am 8. Januar 1949 wurde er zu SV Saar Saarbrücken umbenannt, am 16. Dezember 1951 wurde auch das „05“ wieder Bestandteil des Namens.

## Fußballabteilung

### Sportliche Entwicklung
Die erfolgreichste Zeit der Fußballer von Saar 05 war zwischen 1950 und 1970.
In der Saison 1907/08 wurde der SC Saar 05 der B1-Klasse Saargau (2. Liga) zugeteilt, der weiterhin FC 1906 Völklingen, FC Borussia 1905 Neunkirchen, SC 1906 Sulzbach, 1. FC Germania 1905 St. Johann Saarbrücken und der FC Metis 1905 Metz angehörten. Wegen des Einsatzes mehrerer nicht spielberechtigter Spieler wurde Saar 05 bereits nach wenigen Spielen disqualifiziert. In den folgenden Jahren bis zum Ausbruch des Ersten Weltkrieges spielte Saar 05 in der Zweitklassigkeit.
Bereits im ersten Jahr der Wiederaufnahme des Spielbetriebs nach dem Ersten Weltkrieg trat der SC Saar 05 erstmals überregional auf. Das besetzte Gebiet war ab der Saison 1919/20 in den „Rheinkreis“ eingeteilt worden. Am 2. August 1919 wurde der Rhein-Main-Saar-Verband gegründet, der für die nächsten Jahre den Spielbetrieb des Kreises organisierte. Gespielt wurde in drei Gruppen. Der SV Saar 05 gehörte der Gruppe 3 an und wurde in der Saison 1919/20 Meister seiner Staffel. In der Endrunde um die Rheinkreismeisterschaft, dessen Meister zur Teilnahme an der süddeutschen Meisterschaft berechtigt war, wurde Saar 05 mit 2:6 Punkten Zweiter hinter dem FC Pfalz Ludwigshafen.
Nach zwei gescheiterte Anläufen in den Jahren 1922/23 und 1924/25, die jeweils mit dem Abstieg endeten, spielte der Verein ab der Spielzeit 1926/27 durchgängig in der obersten Spielklasse, der Bezirksliga, wo er im ersten Jahr nur Vorletzter wurde, sich anschließend aber zweimal für die sogenannte „Trostrunde“ der Meisterschafts-Zweiten und -Dritten qualifizierte. Für die 1933 eingerichtete Gauliga Südwest reichte es für die Saarbrücker zunächst nicht. Erst 1934 rückten sie als Aufsteiger nach, mussten aber nach nur einer Saison wieder in die Zweitklassigkeit absteigen. 1937 nahmen die Saarbrücker zum zweiten und letzten Mal an der Aufstiegsrunde teil, verpassten die Gauliga aber deutlich.
In ihrer ersten Saison in der Oberliga Südwest landeten die Saarbrücker 1947/48 auf einem sicheren Mittelfeldplatz, mussten aber auch diese Liga mit allen anderen Saarvereinen verlassen. In der zum französischen Spielbetrieb gehörenden Saarlandliga gehörte der SV Saar zum oberen Mittelfeld. Nach der Rückkehr nach Deutschland zur Saison 1951/52 wurden die Saarbrücker Vizemeister der zweitklassigen Amateurliga Saarland, stiegen aber dennoch in die Oberliga auf, weil der Saarlandmeister Sportfreunde 05 Saarbrücken verzichtete. Der Oberliga gehörten die Saarbrücker ununterbrochen bis zur Ligareform 1963 an. Ihre beste Platzierung war der vierte Rang in der Saison 1953/54. In insgesamt elf Jahren wurde der SV Saar 05 acht Mal Neunter der 16 Vereine umfassenden Liga.
In der 1963 eingeführten Bundesliga fand der SV Saar 05 keinen Platz. Der Verein wurde im neuen Unterbau der Bundesliga, der Regionalliga Südwest zugeordnet, der er acht Jahre lang angehörte, wiederum zumeist im Mittelfeld. 1971 stiegen die Saarbrücker als Vorletzter mit nur zwei Siegen ab. In der drittklassigen Amateurliga Saarland wurde Saar 05 im ersten Jahr 1972 noch Vizemeister, wurde dann aber schnell in die unteren Tabellenregionen durchgereicht. Als die drei südwestdeutschen Amateurligen 1978 zur Amateur-Oberliga vereinigt wurden, mussten die Saarbrücker in die Viertklassigkeit absteigen, aus der sie erst 1990 für zwei Jahre zurückkamen. 2001 stiegen sie nochmals in die mittlerweile selbst nur noch viertklassige Oberliga auf, hielten sich aber nur ein Jahr.
Damit begann der stetige Abstieg der Saarbrücker, in der Saison 2007/08 trat die Mannschaft schließlich in der Kreisliga A Halberg an, nach 15 Punkten Abzug aufgrund eines Regelverstoßes beendete sie die Saison allerdings nicht. Darum und aufgrund der Verschuldung des Vereins meldete man die Mannschaft ab, gründete die Fußballabteilung neu und trat zur Saison 2008/09 in der Kreisliga B Saarbrücken an. Dort gelang dem neugebildeten Team auf Anhieb die Meisterschaft und der SV Saar 05 stieg in den darauf folgenden Spielzeiten erneut – diesmal in die Landesliga Südwest – auf. In der Saison 2010/11 setzte sich die Erfolgsserie der St. Johanner fort. Nachdem sie nach 34 Spieltagen punktgleich mit dem SSV Eintracht Überherrn an der Spitze der Landesliga Südwest gestanden hatten, setzte sich Saar 05 in einem Entscheidungsspiel um die Staffelmeisterschaft in Siersburg mit 2:0 nach Verlängerung gegen Überherrn durch und stieg damit zum dritten Mal in Folge auf. In der Saison 2011/12 setzte der Verein mit dem Meistertitel in der Verbandsliga Saar seine Erfolgsserie fort und spielte 2012/13 nach dem vierten Aufstieg in Folge in der höchsten saarländischen Spielklasse, der bundesweit sechstklassigen Saarlandliga. Dort gelang 2014 die Meisterschaft und der Aufstieg in die fünftklassige Oberliga Rheinland-Pfalz/Saar. Hier wurde man ein Jahr später ebenfalls Meister und stieg in die viertklassige Regionalliga Südwest auf. Nach vielen Jahren des sportlichen Erfolgs erwies sich die Konkurrenz in der Regionalliga jedoch als zu stark für die St. Johanner. Als abgeschlagener Tabellenletzter der Saison 2015/16 mit nur zwei Saisonsiegen (darunter allerdings ein 1:0-Sieg gegen den Meister SV Waldhof Mannheim) stieg der SV Saar 05 nach einem Regionalligajahr wieder in die Oberliga ab.
Am 10. Februar 2018 gab der Verein zum Saisonende seinen Rückzug aus der Fußball-Oberliga Rheinland-Pfalz/Saar bekannt und trat zur Saison 2018/19 in der sechstklassigen Saarlandliga an. Als Tabellenachtzehnter und -vorletzter waren die St. Johanner allerdings auch sportlich aus der Oberliga abgestiegen.

## Tabellenentwicklung
| Saison   | Liga                                              | Plätze |
| -------- | ------------------------------------------------- | ------ |
| 1907/08  | B1-Klasse Westkreis Bezirk Saar-Moselgau          | 04     |
| 1908/09  | Süddt. B-Klasse Saargau                           | 04     |
| 1910/11  | Süddt. B-Klasse Saargau                           | 02 •   |
| 1911/12  | Süddt. B-Klasse Saargau                           | 02 •   |
| 1912/13  | A1-Klasse Westkreis Bezirk III Saar- und Moselgau | 03     |
| 1913/14  | A1-Klasse Westkreis Bezirk III Saar- und Moselgau | 05     |
| 1919/20  | Süddt. Liga 1 Klasse Gruppe 3 Saarkreis           | 01     |
| 1920/21  | Süddt. Liga 1 Klasse Gruppe 3 Saarkreis           | 02 •   |
| 1921/22  | Süddt. Liga Saarkreis Abt. 2                      | 01     |
| 1922/23  | Süddt. Liga 1 Klasse Gruppe 3 Saarkreis           | 05     |
| 1924/25  | Süddt. Liga Bezirk Rheinhessen/Saar               | 06     |
| 1926/27  | Süddt. Liga Bezirk Rheinhessen/Saar               | 09     |
| 1927/28  | Süddt. Liga Bezirk Rhein/Saar Gruppe Saar         | 03     |
| 1928/29  | Süddt. Liga Bezirk Rhein/Saar Gruppe Saar         | 04     |
| 1929/30  | Süddt. Liga Bezirk Rhein/Saar Gruppe Saar         | 05     |
| 1930/31  | Süddt. Liga Bezirk Rhein/Saar Gruppe Saar         | 06     |
| 1931/32  | Bezirkspokal Rhein/Saar                           | 09     |
| 1931/32  | Süddt. Liga Bezirk Rhein/Saar Gruppe Saar         | 04     |
| 1932/33  | Süddt. Liga Bezirk Rhein/Saar Gruppe Saar         | 08     |
| 1932/33  | Bezirkspokal Rhein/Saar                           |        |
| 1933/34  | Aufstiegsrunde zum Gau Südwest - Gruppe West      |        |
| 1933/34  | Gau 13 Südwest Bezirk Saar Bezirksklasse West     | 01     |
| 1934/35  | Gauliga Südwest                                   | 01     |
| 1936/37  | Aufstiegsrunde zum Gau Südwest                    |        |
| 1941/42  | Gau Westmark 1. Klasse Bezirk Saarbrücken         |        |
| 1945/46  | Ehrenklasse Saar                                  | 02 •   |
| 1946/47  | Ehrenklasse Saar                                  | 01     |
| 1946/47  | Ehrenklasse Saar Gruppe 1                         | 03     |
| 1947/48  | Oberliga Südwest - Nordgruppe -                   | 09     |
| 1948/49  | Landesklasse Saar                                 | 02 •   |
| 1949/50  | Landesklasse Saar                                 | 04     |
| 1950/51  | Landesklasse Saar                                 | 06     |
| 1951/52  | Landesklasse Saar                                 | 03     |
| 1952/53  | Oberliga Südwest                                  | 09     |
| 1953/54  | Oberliga Südwest                                  | 05     |
| 1954/55  | Oberliga Südwest                                  | 08     |
| 1955/56  | Oberliga Südwest                                  | 07     |
| 1956/57  | Oberliga Südwest                                  | 07     |
| 1957/58  | Oberliga Südwest                                  | 08     |
| 1958/59  | Oberliga Südwest                                  | 12     |
| 1959/60  | Oberliga Südwest                                  | 08     |
| 1960/61  | Oberliga Südwest                                  | 08     |
| 1961/62  | Oberliga Südwest                                  | 09     |
| 1962/63  | Oberliga Südwest                                  | 08     |
| 1963/64  | Regionalliga Südwest                              | 05     |
| 1964/65  | Regionalliga Südwest                              | 04     |
| 1965/66  | Regionalliga Südwest                              | 06     |
| 1966/67  | Regionalliga Südwest                              | 09     |
| 1967/68  | Regionalliga Südwest                              | 09     |
| 1968/69  | Regionalliga Südwest                              | 06     |
| 1969/70  | Regionalliga Südwest                              | 09     |
| 1970/71  | Regionalliga Südwest                              | 15 ↓   |
| 1971/72  | Amateurliga Saarland                              | 02 •   |
| 1972/73  | Amateurliga Saarland                              | 03     |
| 1973/74  | Amateurliga Saarland                              | 05     |
| 1974/75  | Amateurliga Saarland                              | 14     |
| 1975/76  | Amateurliga Saarland                              | 10     |
| 1976/77  | Amateurliga Saarland                              | 13     |
| 1977/78  | Amateurliga Saarland                              | 09     |
| 1978/79  | Verbandsliga Saar                                 | 15     |
| 1979/80  | Verbandsliga Saar                                 | 03     |
| 1980/81  | Verbandsliga Saar                                 | 11     |
| 1981/82  | Verbandsliga Saar                                 | 11     |
| 1982/83  | Verbandsliga Saar                                 | 11     |
| 1983/84  | Verbandsliga Saar                                 | 12     |
| 1984/85  | Verbandsliga Saar                                 | 13     |
| 1985/86  | Verbandsliga Saar                                 | 12     |
| 1986/87  | Verbandsliga Saar                                 | 06     |
| 1987/88  | Verbandsliga Saar                                 | 04     |
| 1988/89  | Verbandsliga Saar                                 | 02 •   |
| 1989/90  | Verbandsliga Saar                                 | 01 ↑   |
| 1990/91  | Amateur-Oberliga Südwest                          | 10     |
| 1991/92  | Amateur-Oberliga Südwest                          | 18 ↓   |
| 1992/93  | Verbandsliga Saar                                 | 18     |
| 1993/94  | Verbandsliga Saar                                 | 12     |
| 1994/95  | Verbandsliga Saar                                 | 03     |
| 1995/96  | Verbandsliga Saar                                 | 05     |
| 1996/97  | Verbandsliga Saar                                 | 02     |
| 1997/98  | Verbandsliga Saar                                 | 07     |
| 1998/99  | Verbandsliga Saar                                 | 08     |
| 1999/00  | Verbandsliga Saar                                 | 09     |
| 2000/01  | Verbandsliga Saar                                 | 01 ↑   |
| 2001/02  | Oberliga Südwest                                  | 18 ↓   |
| 2002/03  | Verbandsliga Saar                                 | 14     |
| 2003/04  | Verbandsliga Saar                                 | 18 ↓   |
| 2004/05  | Landesliga Südwest                                |        |
| 2005/06  | Bezirksliga Süd                                   | 13     |
| 2006/07  | Bezirksliga Süd                                   | 15 ↓   |
| 2007/08  | Kreisliga A Halberg Saar                          | 16 ↓   |
| 2008/09  | Kreisliga B Saarbrücken                           | 01 ↑   |
| 2009/10  | Bezirksliga Saarbrücken                           | 01 ↑   |
| 2010/11  | Landesliga Südwest                                | 02 •   |
| 2011/12  | Verbandsliga Saar                                 | 01 ↑   |
| 2012/13  | Saarlandliga                                      | 02 •   |
| 2013/14: | Saarlandliga                                      | 01 ↑   |
| 2014/15  | Oberliga Rheinland-Pfalz/Saar                     | 01 ↑   |
| 2015/16  | Regionalliga Südwest                              | 18 ↓   |
| 2016/17  | Oberliga Rheinland-Pfalz/Saar                     | 07     |
| 2017/18  | Oberliga Rheinland-Pfalz/Saar                     | 18 ↓ 1 |
| 2018/19  | Saarlandliga                                      | 6      |
| 2019/20  | Saarlandliga                                      | 14     |
| 2020/21  | Saarlandliga                                      | 15†    |
| 2021/22  | Saarlandliga                                      | 6      |
| 2022/23  | Saarlandliga                                      | 3      |
| 2023/24  | Saarlandliga                                      | 11     |
| 2024/25  | Saarlandliga                                      | 9      |

| Legende | Legende                                  |
| ------- | ---------------------------------------- |
| ↑       | Aufgestiegen                             |
| ↓       | Abgestiegen                              |
| •       | Vizemeister                              |
| †       | wegen der Covid-19-Pandemie abgebrochen. |

## Ewige Tabelle

### Regionalliga Südwest
Saar 05 Saarbrücken spielte von 1964 bis 1971 in der Regionalliga Südwest
Ewige Tabelle der Fußball-Regionalliga (1963–1974) A
| Pl. | Ja. | Sp  | S  | U  | N  | T   | GT  | Td  | Pkt. | Spielzeiten       |
| --- | --- | --- | -- | -- | -- | --- | --- | --- | ---- | ----------------- |
| 11. | 8   | 252 | 96 | 63 | 93 | 389 | 376 | +13 | 351  | 1963/64 – 1970/71 |

### Regionalliga mit alle Spielzeiten
Ewige Tabelle der Fußball-Regionalliga (alle Spielzeiten)
| Pl.  | Ja. | Sp  | S  | U  | N   | T   | GT  | Td  | Pkt. | Spielzeiten                |
| ---- | --- | --- | -- | -- | --- | --- | --- | --- | ---- | -------------------------- |
| 125. | 09  | 286 | 98 | 68 | 120 | 410 | 476 | −66 | 362  | 1963/64 – 1970/71, 2015/16 |

### Regionalliga Südwest (seit 2012)
Ewige Tabelle der Fußball-Regionalliga (seit 2012)
| Pl. | Ja. | Sp. | S | U | N  | T  | Gt. | Td. | Pkt | Spielzeiten |
| --- | --- | --- | - | - | -- | -- | --- | --- | --- | ----------- |
| 42. | 1   | 34  | 2 | 5 | 27 | 21 | 100 | −79 | 11  | 2015/16     |

### Oberliga Rheinland-Pfalz/Saar
Ewige Tabelle der Fußball-Oberliga Rheinland-Pfalz/Saar
| Pl. | Ja. | Sp  | S  | U  | N  | T   | GT  | Td  | Pkt. | Spielzeiten                                            |
| --- | --- | --- | -- | -- | -- | --- | --- | --- | ---- | ------------------------------------------------------ |
| 47. | 05+ | 204 | 61 | 50 | 95 | 266 | 351 | −85 | 233  | 1990/91 – 1991/92, 2001/02, 2014/15, 2016/17 – 2017/18 |

### Saarlandliga
Ewige Tabelle der Fußball-Saarlandliga
| Pl.                                             | Ja. | Sp  | S   | U   | N   | T    | GT   | Td   | Pkt. | Spielzeiten                                                                          |
| ----------------------------------------------- | --- | --- | --- | --- | --- | ---- | ---- | ---- | ---- | ------------------------------------------------------------------------------------ |
| 05.                                             | 27+ | 903 | 388 | 204 | 311 | 1688 | 1472 | +216 | 1367 | 1978/79 – 1989/90, 1992/93 – 2000/01 2002/03 – 2003/04, 2011/12 – 2014/15, 2018/19 − |
|                                                 |     | 3   | 0   | 1   | 2   | 2    | 8    | −6   | 1    |                                                                                      |
| 5.                                              | 27+ | 906 | 388 | 205 | 313 | 1690 | 1480 | +210 | 1368 |                                                                                      |
| Aktueller Stand: 3. Spieltag 13. September 2020 |     |     |     |     |     |      |      |      |      |                                                                                      |

## Erfolge

### Meisterschaften
- Süddt. Liga 1 Klasse Gruppe 3 Saarkreis: 1920
- Süddt. Liga Saarkreis Abt. 2: 1922
- Gau 13 Südwest Bezirk Saar Bezirksklasse West: 1934
- Ehrenklasse Saar: 1947
- Verbandsliga Saar: 1990, 2001, 2012
- Kreisliga B Saarbrücken: 2009
- Bezirksliga Saarbrücken: 2010
- Saarlandliga: 2014
- Oberliga Rheinland-Pfalz/Saar: 2015

### Vizemeisterschaften
- Süddt. B-Klasse Saargau: 1911, 1912
- Süddt. Liga 1 Klasse Gruppe 3 Saarkreis: 1921
- Ehrenklasse Saar: 1946
- Landesklasse Saar: 1949
- 1. Amateurliga Saar: 1972
- Verbandsliga Saar: 1989, 1997
- Landesliga Südwest: 2011
- Saarlandliga: 2013

### Pokale
- Saarlandpokalsieger: 1988, 1989
- Saarlandpokalvize: 1977, 1978

### Regionalliga Südwest
| Spielzeiten: 1963/64 – 1970/71, 2015/16 | Spielzeiten: 1963/64 – 1970/71, 2015/16 | Spielzeiten: 1963/64 – 1970/71, 2015/16 | Spielzeiten: 1963/64 – 1970/71, 2015/16 | Spielzeiten: 1963/64 – 1970/71, 2015/16 | Spielzeiten: 1963/64 – 1970/71, 2015/16 | Spielzeiten: 1963/64 – 1970/71, 2015/16 | Spielzeiten: 1963/64 – 1970/71, 2015/16 | Spielzeiten: 1963/64 – 1970/71, 2015/16 | Spielzeiten: 1963/64 – 1970/71, 2015/16 |
| Saison                                  | Pl.                                     | Sp.                                     | S                                       | U                                       | N                                       | T                                       | Gt.                                     | Td.                                     | Pkt                                     |
| --------------------------------------- | --------------------------------------- | --------------------------------------- | --------------------------------------- | --------------------------------------- | --------------------------------------- | --------------------------------------- | --------------------------------------- | --------------------------------------- | --------------------------------------- |
| 1963/64                                 | 05                                      | 38                                      | 15                                      | 12                                      | 11                                      | 78                                      | 52                                      | +26                                     | 57                                      |
| 1964/65                                 | 04                                      | 34                                      | 20                                      | 6                                       | 8                                       | 69                                      | 33                                      | +36                                     | 66                                      |
| 1965/66                                 | 06                                      | 30                                      | 12                                      | 8                                       | 10                                      | 44                                      | 39                                      | +5                                      | 44                                      |
| 1966/67                                 | 10                                      | 30                                      | 11                                      | 8                                       | 11                                      | 47                                      | 39                                      | +8                                      | 41                                      |
| 1967/68                                 | 09                                      | 30                                      | 12                                      | 7                                       | 11                                      | 32                                      | 35                                      | −3                                      | 43                                      |
| 1968/69                                 | 06                                      | 30                                      | 13                                      | 8                                       | 9                                       | 51                                      | 36                                      | +15                                     | 47                                      |
| 1969/70                                 | 9                                       | 30                                      | 11                                      | 6                                       | 13                                      | 42                                      | 47                                      | −5                                      | 39                                      |
| 1970/71                                 | 15 ↓                                    | 30                                      | 2                                       | 8                                       | 20                                      | 26                                      | 85                                      | −59                                     | 14                                      |
| 2015/16                                 | 18 ↓                                    | 34                                      | 2                                       | 5                                       | 27                                      | 21                                      | 100                                     | −79                                     | 11                                      |
| Gesamt                                  | Gesamt                                  | 286                                     | 98                                      | 68                                      | 120                                     | 410                                     | 476                                     | −66                                     | 362                                     |

### Oberliga Rheinland-Pfalz/Saar
| Spielzeiten: 1990/91 – 1991/92, 2001/02, 2014/15 2016/17 – 2017/18 | Spielzeiten: 1990/91 – 1991/92, 2001/02, 2014/15 2016/17 – 2017/18 | Spielzeiten: 1990/91 – 1991/92, 2001/02, 2014/15 2016/17 – 2017/18 | Spielzeiten: 1990/91 – 1991/92, 2001/02, 2014/15 2016/17 – 2017/18 | Spielzeiten: 1990/91 – 1991/92, 2001/02, 2014/15 2016/17 – 2017/18 | Spielzeiten: 1990/91 – 1991/92, 2001/02, 2014/15 2016/17 – 2017/18 | Spielzeiten: 1990/91 – 1991/92, 2001/02, 2014/15 2016/17 – 2017/18 | Spielzeiten: 1990/91 – 1991/92, 2001/02, 2014/15 2016/17 – 2017/18 | Spielzeiten: 1990/91 – 1991/92, 2001/02, 2014/15 2016/17 – 2017/18 | Spielzeiten: 1990/91 – 1991/92, 2001/02, 2014/15 2016/17 – 2017/18 |
| Saison                                                             | Pl.                                                                | Sp.                                                                | S                                                                  | U                                                                  | N                                                                  | T                                                                  | Gt.                                                                | Td.                                                                | Pkt                                                                |
| ------------------------------------------------------------------ | ------------------------------------------------------------------ | ------------------------------------------------------------------ | ------------------------------------------------------------------ | ------------------------------------------------------------------ | ------------------------------------------------------------------ | ------------------------------------------------------------------ | ------------------------------------------------------------------ | ------------------------------------------------------------------ | ------------------------------------------------------------------ |
| 1990/91                                                            | 10                                                                 | 34                                                                 | 12                                                                 | 8                                                                  | 14                                                                 | 45                                                                 | 53                                                                 | −8                                                                 | 44                                                                 |
| 1991/92                                                            | 18 ↓                                                               | 34                                                                 | 5                                                                  | 4                                                                  | 25                                                                 | 30                                                                 | 84                                                                 | −54                                                                | 19                                                                 |
| 2001/02                                                            | 18 ↓                                                               | 34                                                                 | 5                                                                  | 6                                                                  | 23                                                                 | 32                                                                 | 74                                                                 | −42                                                                | 21                                                                 |
| 2014/15                                                            | 1 ↑                                                                | 34                                                                 | 20                                                                 | 10                                                                 | 4                                                                  | 56                                                                 | 22                                                                 | +34                                                                | 70                                                                 |
| 2016/17                                                            | 7                                                                  | 34                                                                 | 14                                                                 | 10                                                                 | 10                                                                 | 67                                                                 | 44                                                                 | +23                                                                | 52                                                                 |
| 2017/18                                                            | 18 1                                                               | 34                                                                 | 5                                                                  | 12                                                                 | 19                                                                 | 36                                                                 | 74                                                                 | −38                                                                | 27                                                                 |
| Gesamt                                                             | Gesamt                                                             | 204                                                                | 61                                                                 | 50                                                                 | 95                                                                 | 266                                                                | 351                                                                | −85                                                                | 233                                                                |

| Legende | Legende      |
| ------- | ------------ |
| ↑       | Aufgestiegen |
| ↓       | Abgestiegen  |

### Nationalspieler
Der SC Saar 05 Saarbrücken stellte einen DFB-Nationalspieler. Der bereits 1936 verstorbene Stürmer Willi Hutter war beim 3:3 in Finnland am 18. September 1921 und beim 2:2 gegen die Schweiz am 26. März 1922 dabei. Eins dieser Spiele absolvierte Hutter als Saarbrücker, das andere als Spieler des SpTV 1877 Waldhof.
Mit Fritz Altmeyer, Horst Borcherding, Kurt Clemens, Helmut Fottner, Dieter Honecker, Hermann Monter, Robert Niederkirchner, Walter Riedschy und Heinz Schussig stellte Saar 05 darüber hinaus neun Saar-Nationalspieler. Als einziger war der Außenläufer Clemens bei den WM-Qualifikationsspielen gegen die DFB-Elf dabei.
Im Jahr 1920 war der ungarische Nationalspieler Adolf Kertész für Saar 05 aktiv.

## Leichtathletikabteilung
Die Leichtathleten waren von 2005 bis 2015 im SV Schlau.Com Saar 05 e. V. beheimatet, der nach den Satzungsänderungen
einer der Abteilungsvereine im SV Saar 05 Saarbrücken e. V. ist. Seit dem Februar 2005 ist Schlau.Com (Telefon- und Internetsparte des Energie- und Wasserversorgers Energis GmbH Saarbrücken), neuer Partner, der sich auch in der Namensänderung darstellt.
Ab 2016 starten sie in einer Leichtathletikgemeinschaft als LG Saar 05 Saarbrücken.
Es ist der weitaus erfolgreichste Verein im Saarländischen Leichtathletik-Bund (SLB) – mit weit mehr als hundert deutschen Meisterschaftstiteln – die die Leichtathleten des SV Saar 05 seit 1956 errungen haben. Davor, von 1946 bis 1956, war der SLB selbständiges Mitglied des internationalen Verbandes. Als bei den Olympischen Spielen 1952 in Helsinki das Saarland als selbständige Mannschaft antrat, waren mit Hilda Antes, Inge Glashörster und Anton Breder ebenfalls drei Leichtathleten von Saar 05 dabei, ohne aber eine Medaille zu erringen. (Vgl. Leichtathletikergebnisse der Olympischen Sommerspiele 1952) Das Saarland nahm auch an den Leichtathletik-Europameisterschaften 1954 in Bern teil. 1955 und 1956 sprintete der am Beginn seiner Karriere stehende Armin Hary für die Nullfünfer.
Als Hary 1960 zweifacher Olympiasieger wurde, gehörte er allerdings dem FSV Frankfurt an. Trotzdem gewann ein Vertreter von Saar 05 Saarbrücken bei den Olympischen Spielen 1960 eine Medaille: Hans-Joachim Reske lief mit der 4-mal-400-Meter-Staffel zur Silbermedaille. Nachdem in den 1970er Jahren der Hindernisläufer Michael Karst mit Bronze bei den Europameisterschaften 1974 und dem fünften Platz bei den Olympischen Spielen 1976 erfolgreich war, gewann 1995 mit dem Speerwerfer Boris Henry zum ersten Mal ein Leichtathlet von Saar 05 eine Weltmeisterschaftsmedaille. Mit Susanne Hahn, Simon Kirch und Alexander Vieweg nahmen drei Leichtathleten des Vereins an den Olympischen Spielen 2008 teil. Boris Henry ist heute bei Schlau.Com Saar 05 Trainer des Speerwerfers Matthias de Zordo.

## Hockeyabteilung
Die Hockey-Herren spielen in der Verbandsliga Rheinland-Pfalz/Saar. Es gibt mehrere Jugendmannschaften.

## Tischtennisabteilung
Die Spieler der Tischtennisabteilung nehmen mit derzeit acht Mannschaften im Jugend-, Aktiven- und Seniorenbereich am Spielbetrieb des Saarländischen Tischtennisbundes teil. Mit Helga Herresthal stellte Saar 05 eine saarländische Nationalspielerin, die an den Tischtennis-Weltmeisterschaften 1954 und 1955 teilnahm.

## Fusion
2018 planen Saar 05 und das LAZ Saarbrücken eine endgültige Fusion.

## Stadion
Seit 1931 trägt Saar 05 Saarbrücken seine Heimspiele am einst 35.000 Zuschauer fassenden Stadion Kieselhumes aus. Das ehemals größte Stadion Saarbrückens war Schauplatz der Meisterschafts-Endrundenspiele des 1. FC Saarbrücken 1943 und 1952 sowie der Heimspiele der Saar-Nationalmannschaft bis 1953.
Mittlerweile zum modernsten Leichtathletikstadion des Saarlands umgebaut, bietet der Kieselhumes Platz für 12.000 Zuschauer.